# Борбаш, Рита
Рита Борбаш (венг. Borbás Rita, родилась 21 декабря 1980 в Будапеште) — венгерская гандболистка, линейная клуба «Сексард». Бронзовый призёр чемпионата мира 2005 года в составе сборной Венгрии, выступала также на Олимпийских играх 2008 года (4-е место). Известна под прозвищами «Ритё» (венг. Rityó) и «Борби» (венг. Borbi).

## Достижения

### Клубные
- Чемпионат Венгрии:
  - Чемпионка: 2005
  - Серебряный призёр: 2004, 2008, 2010, 2011
  - Бронзовый призёр: 2006, 2007
- Кубок Венгрии:
  - Победительница: 2005
  - Финалистка: 2004, 2008, 2011
  - Полуфиналистка: 2007
- Чемпионат Румынии:
  - Чемпионка: 2009
- Кубок ЕГФ:
  - Финалистка:  2004, 2005

### В сборной
- Чемпионат мира:
  - Бронзовый призёр: 2005